# Violenza in un carcere femminile
(Slogan promozionale)
Violenza in un carcere femminile è un film del 1982, diretto da Bruno Mattei (accreditato come Vincent Dawn) e da Claudio Fragasso (non accreditato).
Settimo film della serie ufficiale Emanuelle nera, il primo diretto da Bruno Mattei che, come nel successivo Blade Violent - I violenti (girato contemporaneamente a Violenza in un carcere femminile), contamina la serie con il genere women in prison.

## Trama
La fotoreporter Emanuelle finge d'essere una spacciatrice e si fa rinchiudere in un carcere per denunciare le violenze cui sono sottoposte le detenute. 
 Scoperta, passerà brutti momenti, come essere aggredita e rinchiusa in isolamento, dove sarà assalita e ferita da un branco di topi. Ma, grazie all'aiuto del dott. Moran e con il sacrificio di alcune detenute, riuscirà a denunciare le violenze e a fare arrestare i responsabili.

## Titoli per l'estero
Il film uscì in Francia come Pénitencier de femmes, in Germania Ovest come Laura ─ Eine frau geht durch die holle, in Spagna come Violencia en una cárcel de mujeres, negli Stati Uniti come Caged Women e nel Regno Unito come Emanuelle Reports from a Women's Prison.